# Cervoni Iarî, Tarașcea
Cervoni Iarî (în ucraineană Червоні Яри) este un sat în comuna Volodîmîrivka din raionul Tarașcea, regiunea Kiev, Ucraina.

## Demografie
Componența lingvistică a localității Cervoni Iarî
     Ucraineană (97,52%)
     Rusă (2,48%)
Conform recensământului din 2001, majoritatea populației localității Cervoni Iarî era vorbitoare de ucraineană (97,52%), existând în minoritate și vorbitori de rusă (2,48%).